# HMS Conquest (1915)
HMS Conquest là một tàu tuần dương hạng nhẹ thuộc lớp tàu tuần dương C của Hải quân Hoàng gia Anh Quốc, và thuộc về lớp phụ Caroline. Conquest được chế tạo tại Xưởng tàu Chatham. Nó được đặt lườn vào ngày 3 tháng 3 năm 1914; hạ thủy vào ngày 20 tháng 1 năm 1915 và đưa ra hoạt động vào tháng 6 năm 1915.
Vào giai đoạn đầu của Chiến tranh thế giới thứ nhất, Conquest được điều động về Hải đội Tuần dương nhẹ 5 thuộc Lực lượng Harwich, bảo vệ các con đường tiếp cận từ phía Đông đến eo biển Anh Quốc. Nó bị hư hại vào ngày 25 tháng 4 năm 1916 bởi cuộc tấn công của các tàu chiến-tuần dương Đức xuống Lowestoft. Vào ngày 5 tháng 6 năm 1917, Conquest đã đánh chìm tàu khu trục Đức S 20, vào tháng 7 năm 1918 nó bị hư hại do trúng phải thủy lôi.
Conquest đã sống sót qua cuộc chiến, nhưng bị xem là đã lạc hậu trước khi Chiến tranh Thế giới thứ hai nổ ra. Nó được bán cho hãng Metal Industries tại Rosyth vào ngày 29 tháng 8 năm 1930 để tháo dỡ.